# Ligne de Berck-Plage à Paris-Plage
Vous lisez un « bon article » labellisé en 2009.
La ligne Berck-Plage - Paris-Plage (appelé Le Touquet-Paris-Plage aujourd'hui) est une voie ferrée d'intérêt local à écartement métrique qui relia au début du XXe siècle les deux stations balnéaires de la côte d'Opale sur le littoral de la Manche dans le département du Pas-de-Calais. Ouvert par étapes entre 1909 et 1912, l'itinéraire ferma précocement en 1929.
De courte longueur (17 kilomètres), propriété d'une compagnie indépendante des réseaux voisins qui desservaient Berck-Plage et Le Touquet-Paris-Plage, victime de l'irrégularité de son trafic de nature saisonnière et de l'inexpérience de son concessionnaire en matière d'exploitation ferroviaire, la ligne connut rapidement des difficultés. Cette voie ferrée fut toutefois représentative des modes de communication destinés, entre la fin du XIXe siècle et la Seconde Guerre mondiale, à desservir les lieux de villégiature établis sur les côtes septentrionales de la France.

## La mise en place de la ligne

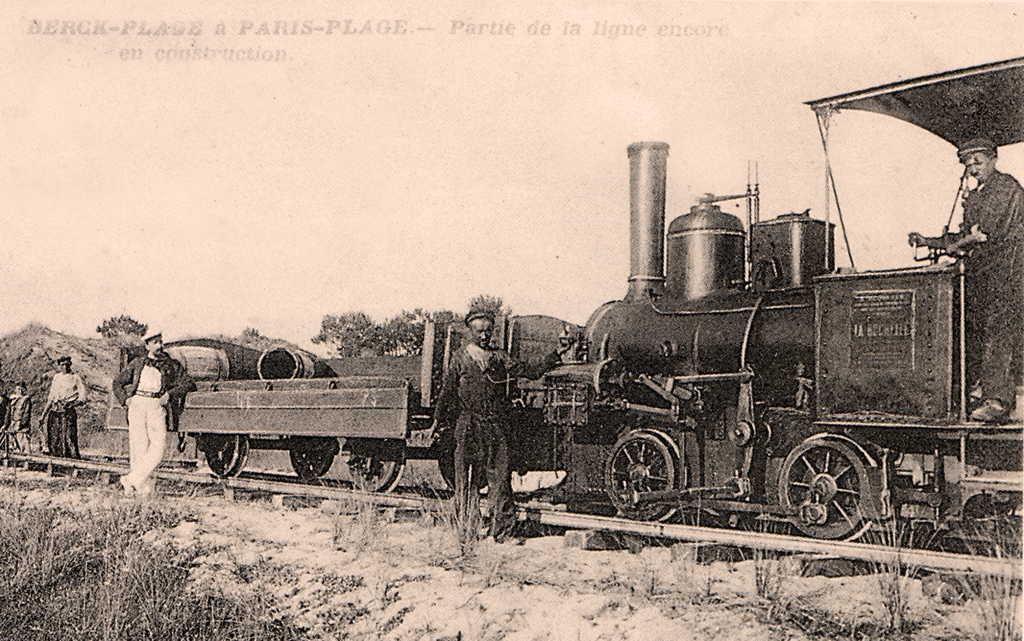
Un train de travaux, photographié en 1909 ou 1910, sur le tronçon en construction Merlimont-Plage - Daloz ; au premier plan, la locomotive no 2, 020T Corpet-Louvet.

À la fin du XIXe siècle, le long des côtes de la Manche et de la mer du Nord, furent développées ou établies, pour faire face à la mode des bains de mer et à la croissance du tourisme estival et/ou dominical, de nombreuses stations balnéaires. Entre les estuaires de l'Authie et de la Canche, au sud de la côte d'Opale, s'étend un littoral sablonneux le long duquel s'égrènent des lieux de villégiature d'importance inégale, à savoir du sud au nord : Berck-Plage, Merlimont, Le Touquet-Paris-Plage. C'est dans ce contexte qu'en 1891, M. Lambert, entrepreneur et fondateur de la Société des Dunes constituée pour mettre en valeur cette partie du littoral, sollicita la concession d'une ligne de chemin de fer reliant Berck-Plage à Paris-Plage et passant au plus près de la côte. Cet itinéraire devait se raccorder, à ses extrémités, à la ligne Aire-sur-la-Lys - Berck-Plage au sud et au tramway d'Étaples à Paris-Plage au nord, chemins de fer dont l'établissement était prévu à plus ou moins court terme. La demande fut repoussée, toutefois la société obtint l'autorisation d'établir un court chemin de fer à voie métrique entre Berck-Plage et la plage des dunes pour y acheminer les matériaux de construction nécessaires aux aménagements immobiliers en cours de réalisation. Cette ligne, longue de 2,15 kilomètres, fut rapidement achevée et sans doute mise en service dès 1893, elle ne fonctionna que pour le transport des marchandises sans que l'on dispose d'informations précises sur son exploitation.
Une nouvelle demande intervint au début du XXe siècle émanant de MM. Paul Berger et Charles Roy qui constituèrent la Société du Chemin de Fer de Berck-Plage à Paris-Plage (B.P). La déclaration d'utilité publique fut signée le 27 avril 1906 et les travaux purent commencer. La ligne déjà établie fut renforcée, puis le reste du parcours ouvert par tronçons successifs :
- De Berck-Plage (gare commune et correspondance avec la Compagnie des Chemins de Fer d'Aire à Fruges et de Rimeux-Gournay à Berck ou A.F.R.B. qui exploitait la ligne Aire-sur-la-Lys - Berck-Plage) à Merlimont, le 7 août 1909 ;
- De Merlimont à Daloz (à l'entrée de Paris-Plage), le 19 juin 1910 ;
- De Daloz à Paris-Plage (gare commune et correspondance avec le tramway d'Étaples à Paris-Plage ou E.P.), le 28 juillet 1912.

## Tracé et caractéristiques techniques

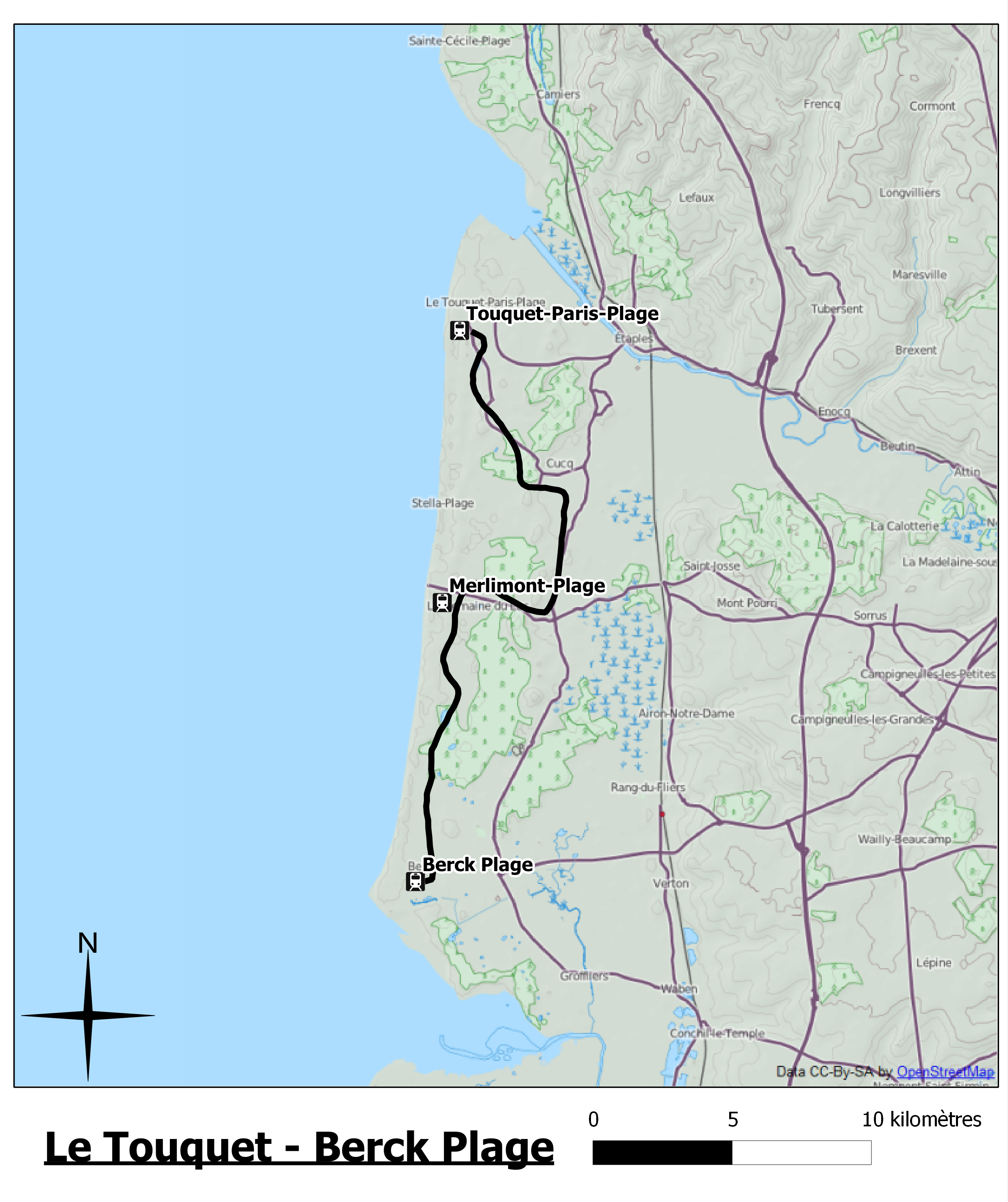
Le tracé de la ligne.

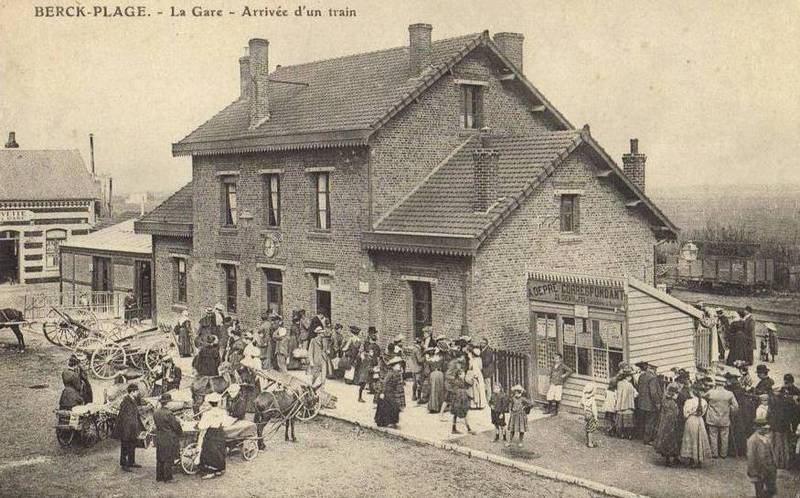
La gare de Berck-Plage (avant sa reconstruction) terminus commun de la ligne d'Aire-sur-la Lys et celle de Paris-Plage.

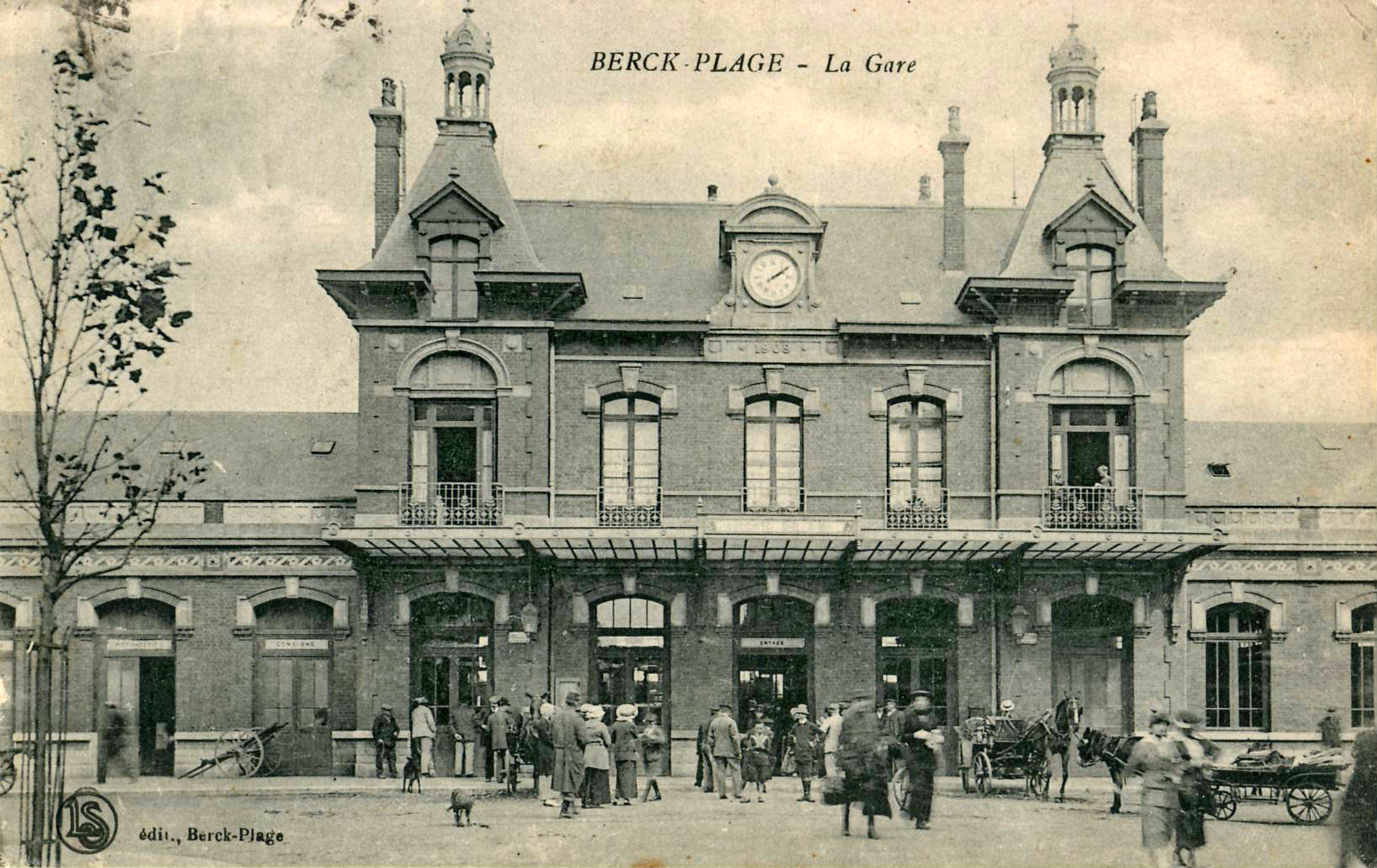
La nouvelle gare de Berck-Plage, vers 1917

D'une longueur totale de 17,2 kilomètres, la ligne prenait son origine à Berck-Plage partageant les installations de la ligne d'Aire-sur-la-Lys à Berck-Plage, puis s'orientait vers le nord, direction qu'elle ne quittait guère jusqu'à son extrémité. Le tracé ne n'éloignait guère du littoral pour parvenir à Merlimont après avoir traversé les dunes qui bordent la Manche. Quittant cette gare, elle s'éloignait quelque peu de la côte, desservant Cucq, puis parvenait à Paris-Plage après avoir contourné le golf. Au-delà des installations destinées aux marchandises et du terminus provisoire de Daloz, la voie ferrée parvenait à son terme rue de Paris où elle partageait les infrastructures du tramway d'Étaples à Paris-Plage. La topographie étant peu accentuée, la voie ferrée offrait des déclivités faibles (au maximum 16 ‰). La voie à écartement métrique était presque entièrement établie en site propre et était équipée en rail du type « Vignole » de 20 kg/m sauf lors de l'arrivée à Paris-Plage où elle était noyée dans la chaussée, bénéficiant de rails plus lourds de 25 à 30 kg/m ; les courbes ne descendaient jamais en deçà de 100 mètres de rayon.
À l'exception des deux gares terminus partagées avec les autres réseaux, une seule station intermédiaire jalonnait le parcours, celle de Merlimont-Plage. Cette dernière offrait des caractéristiques peu communes sur les voies ferrées d'intérêt local, par ses dimensions comme par le soin apporté à son esthétique (les installations communes étaient tout aussi soignées). Le bâtiment-voyageurs était séparé de la halle à marchandises (située en face de celui-ci) et présentait l'aspect d'un édifice en briques agrémentées de chaînages de couleurs différentes et offrant des figures géométriques. Les autres bâtiments se résumaient à un dépôt-atelier sis à Bellevue-les-Dunes, à quelques centaines de mètres au nord de Berck et d'une halle à marchandises située peu avant la gare de Paris-Plage. Les arrêts (du sud au nord : Bellevue-les-Dunes, Merlimont-Village, Cucq, Golf, Daloz, Sémaphore) comportaient seulement un quai et étaient matérialisés par un poteau sur lequel une pancarte indiquait l'horaire des trains.

## Une courte existence

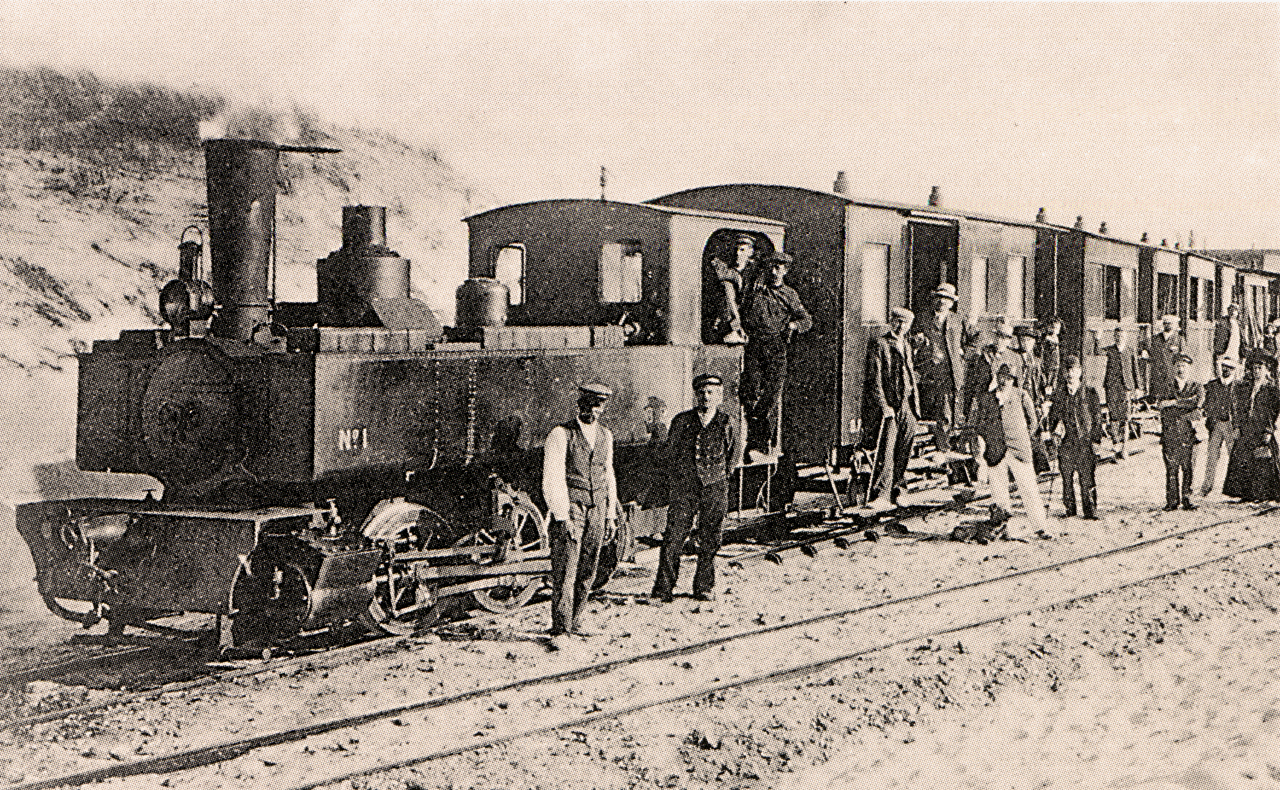
Un train arrêté au milieu d'un paysage dunaire près de Merlimont; à sa tête, la locomotive no 1, 030T Decauville.

Lorsque le chemin de fer entra en exploitation, en 1909, sur le seul tronçon Berck-Plage - Merlimont-Plage, le service était assuré par sept navettes les jours de semaine et onze les dimanches et fêtes (fréquence largement supérieure à celle en vigueur sur la plupart des voies ferrées d'intérêt local). À compter de 1910 et de l'ouverture du prolongement jusqu'à Paris-Plage (terminus de Daloz), le nombre de circulations quotidiennes diminua étant ramené à huit allers et retours l'été, quatre l'automne et une seule durant l'hiver. Un convoi mixte (inclus dans les circulations précitées) assurait l'acheminement des wagons de marchandises. Le nombre de navettes avait fortement diminué en raison de l'insuffisance du parc de traction qui conduisait à des difficultés récurrentes. Les années précédant la Première Guerre mondiale furent marquées par une augmentation régulière du nombre de voyageurs transportés, en revanche, le trafic des marchandises n'atteignait pas les tonnages escomptés en dépit de l'établissement d'installations dédiées non loin du terminus de Paris-Plage. Le temps de parcours, entre les deux gares d'extrémité (après l'achèvement de la ligne en 1912, s'avérait long en raison du nombre important d'arrêts intermédiaires. Les trains ne mettaient pas moins d'une heure et dix minutes pour parcourir les 17,2 kilomètres de la ligne, soit une moyenne inférieure à 15 km/h). Le coût du trajet s'élevait, en 1914, à 1,80 fr en 1re classe, 1,35 fr en 2e classe et à 1 fr en 3e classe.

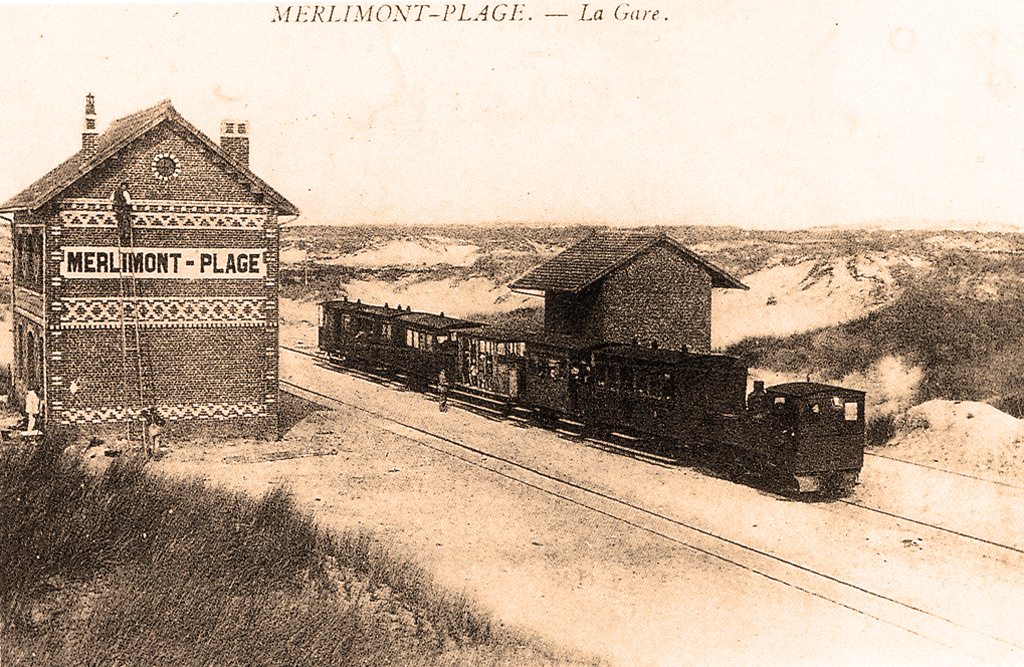
Un long train en gare de Merlimont-Plage ; remarquer la voiture ouverte, dite « tapisserie », au centre du convoi.

Comme sur les autres lignes de chemin de fer, la circulation fut interrompue le 3 août 1914 avec le début de la guerre mais elle ne reprit pas quelques mois après celui-ci. En effet, l'armée procéda au démontage de la voie qui servit à l'établissement de lignes militaires assurant le ravitaillement du front de la Somme. La voie fut remontée en 1919 et la circulation des voyageurs put reprendre le 25 juillet de la même année. Désormais le service était limité à deux ou trois allers et retours quotidiens sur la totalité du parcours auxquels venait s'ajouter une navette entre Berck-Plage et Merlimont-Plage et n'était rendu que durant la saison estivale du 1er juillet au 30 septembre. Le temps de parcours fut accéléré avec la suppression de nombreux arrêts intermédiaires (les trains ne desservaient plus que Bellevue-les-Dunes et Merlimont-Plage) et réduit à une heure. À la demande des autorités départementales, un service destiné aux marchandises fut rétabli le 1er août 1925 mais cela s'avéra un échec total, le chemin de fer ne séduisant aucun client.
À partir du milieu des années 1920 furent mis en service des lignes d'autocars assurant la desserte de Merlimont-Plage et de Stella-Plage (bénéficiant de l'appellation de « station climatique » depuis 1925) à partir des gares de la Compagnie des chemins de fer du Nord situées sur la ligne Amiens - Calais qui privèrent la voie ferrée d'intérêt local d'une partie de sa clientèle. Cette désaffection des voyageurs préférant un mode de transport plus direct et plus rapide, conjuguée à un ensablement progressif de la ligne, conduisit à l'arrêt de l'exploitation, le 30 septembre 1927. Par convention du 26 décembre 1928, la voie ferrée fut rachetée par le département. Cette dernière fut encore utilisée deux mois au cours du printemps 1929 pour le transport de matériaux destinés à l'aménagement d'un terrain de golf entre Stella-Plage et Paris-Plage, puis abandonnée définitivement. Son déclassement fut prononcé par décret le 25 décembre 1929 avant que sa voie ne soit déposée dans les mois qui suivirent. Les bâtiments-voyageurs de Berck-Plage et de Merlimont ont été préservés, le premier abrite un casino, le second, l'office du tourisme de la commune, en revanche la gare du Touquet-Paris-Plage a été détruite et remplacée par un immeuble. Aujourd'hui la liaison Le Touquet - Berck-Plage est assurée par la ligne 42 Boulogne - Berck des transports Colvert.

## Une exploitation difficile
La faible durée de vie de la ligne (moins d'une vingtaine d'années), une fermeture précoce ne peuvent trouver d'explications dans les simples raisons générales qui ont présidé à la disparition progressive des voies ferrées d'intérêt local (concurrence routière, déficit chronique à compter des années suivant la Première Guerre mondiale ou la crise de 1929, absence de modernisation, intérêt décroissant des autorités départementales qui accordent avec parcimonie des subventions...). La ligne fut victime, en plus de ces maux, de handicaps spécifiques conjugués à l'inexpérience en matière d'exploitation ferroviaire de la part de la Société du Chemin de Fer de Berck-Plage à Paris-Plage :
- Faible longueur de l'itinéraire à laquelle s'ajouta le refus de coopération avec les réseaux voisins (absence de correspondances aux deux extrémités de la ligne, d'interpénétration et/ou du matériel roulant..) pourtant pratiquée sur d'autres voies ferrées d'intérêt local du Pas-de-Calais[21]. Cet isolement conduisit à un alourdissement des charges d'exploitation[9].
- Exploitation saisonnière qui conduisit à disposer d'un important parc matériel pour faire face aux pointes de trafic mais dont la majeure partie demeurait inutilisée le reste de l'année[9].
- Mise en place, au début de l'exploitation, d'un service intensif dans le cadre d'horaires tendus avec un faible nombre de locomotives qui entraina de nombreux retards et la multiplication des détresses en ligne[9].
- Circulation en zone sablonneuse entrainant une usure rapide du matériel et un surcroît d'entretien des installations fixes[16].
- Faiblesse du trafic marchandises, non anticipée par la société exploitante, liée au caractère balnéaire et saisonnier de l'itinéraire et à l'absence d'industries susceptibles de générer d'importants tonnages, qui avait nécessité des investissements lourds jamais amortis[14].

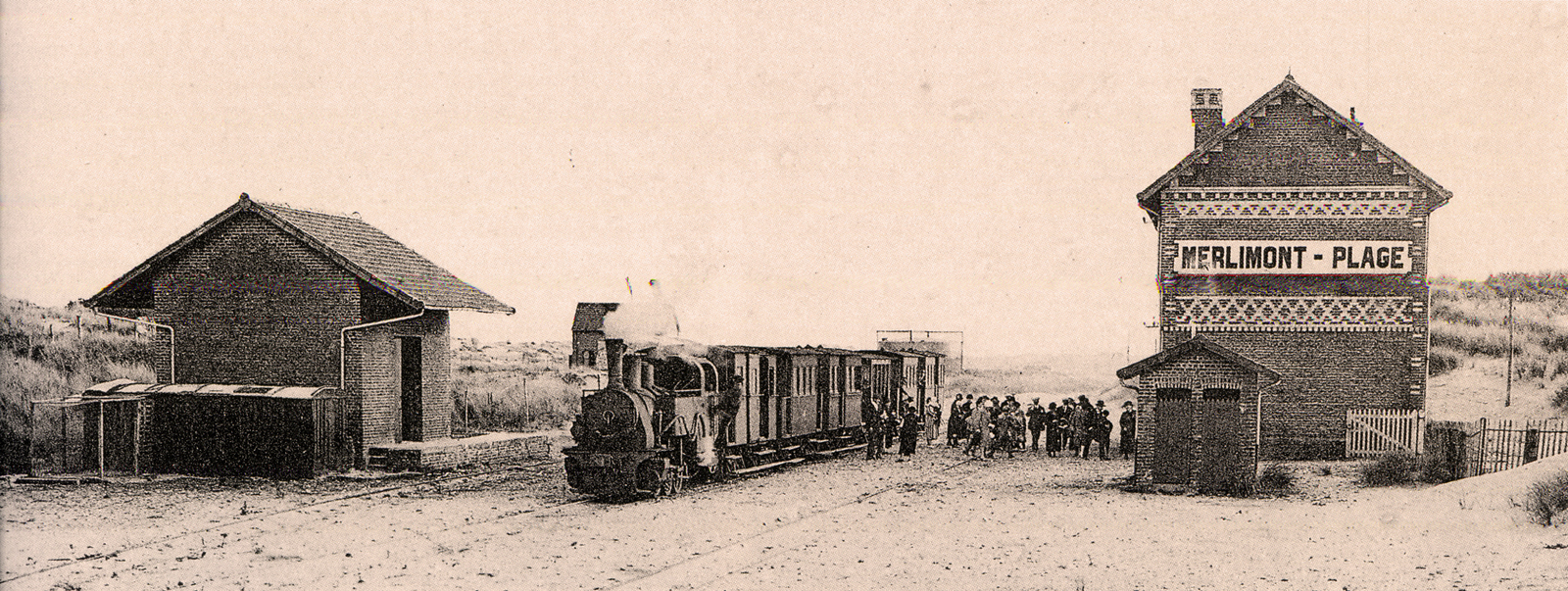
Affluence en gare de Merlimont-Plage, un train à l'arrêt avec en tête la locomotive no 3, 030T Borsig.

## Matériel roulant

### Locomotives

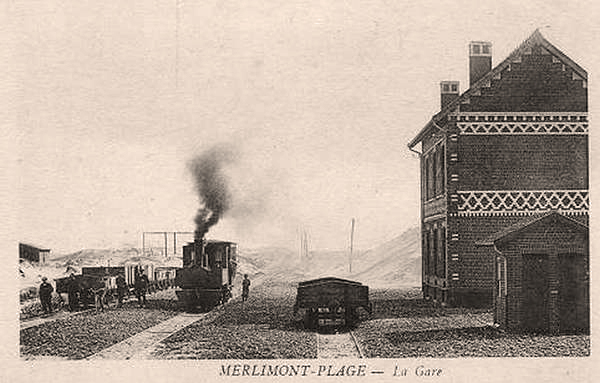
Un train court, avec une seule voiture, arrive en gare de Merlimont.

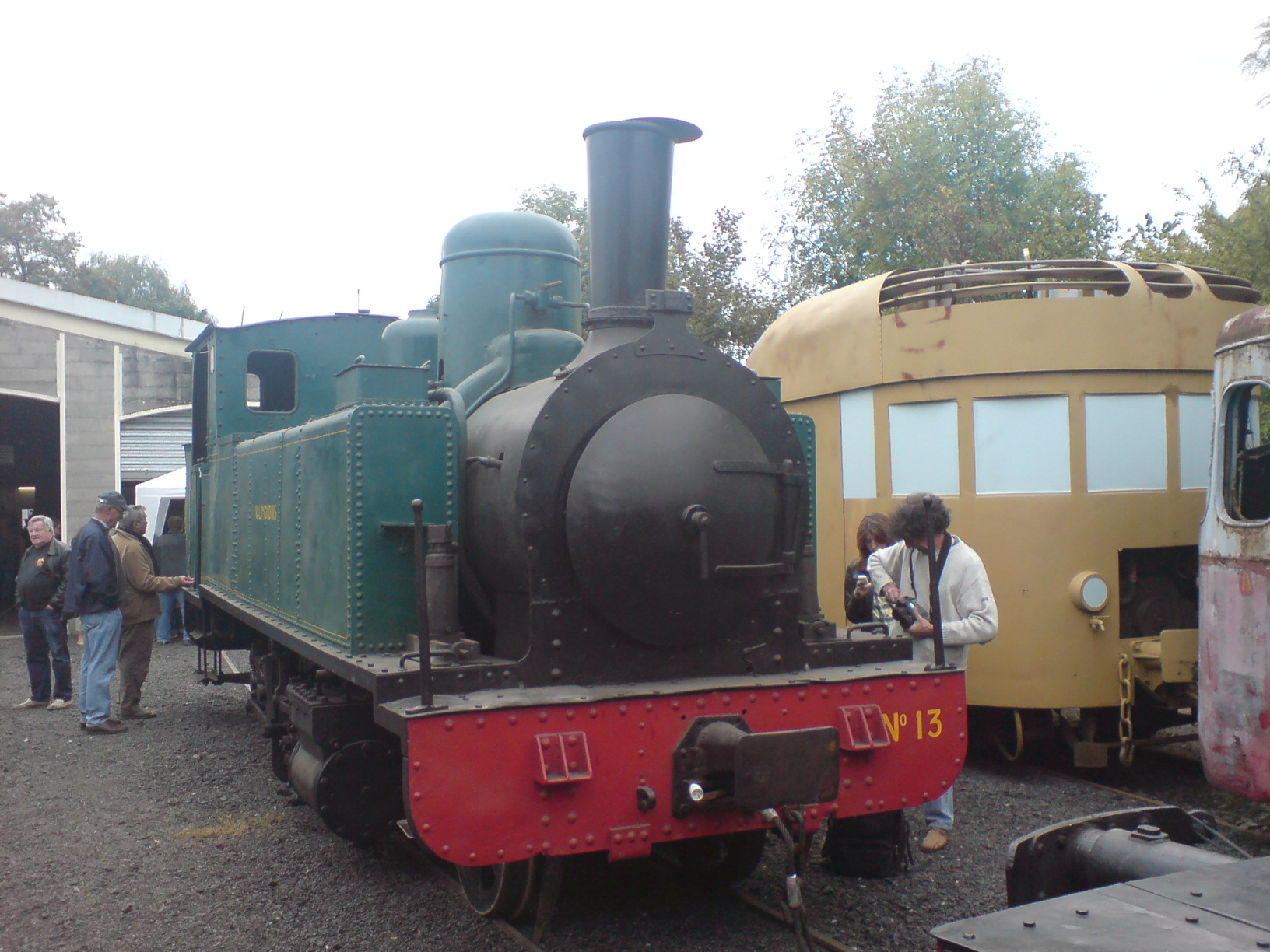
SACM 130T du MTVS

Le parc moteur de la ligne se caractérisait par une grande hétérogénéité qui ne facilitait pas la maintenance.
Au début de l'exploitation, deux locomotives à vapeur devaient assurer seules un trafic soutenu : une 030T construite par les établissements Decauville en 1908, une 020T de fabrication Corpet-Louvet. Comme le reste du matériel roulant, ces locomotives étaient dotées d'un tampon central avec attelage inférieur, mais également d'un frein à vide. La mise en service de la totalité de la voie ferrée et les insuffisances du nombre d'engins conduisirent à l'achat de trois nouvelles machines : en 1910, une 030T Borsig d'origine allemande, en 1912, deux 130T La Meuse d'origine belge. Ces dernières furent réquisitionnées par l'armée durant la guerre et furent détruites par un bombardement, près d'Albert, en 1918.
L'exploitation reprit en 1919 avec les trois plus anciennes locomotives. En compensation de la perte des deux machines, la ligne reçut en 1924 deux 130T fabriquées par la Société alsacienne de constructions mécaniques, mais le trafic ne justifiant plus un parc aussi important, l'une fut cédée à une cimenterie dans le Cher, l'autre louée à une briqueterie près de Berck. Cette dernière revint de manière éphémère sur le réseau avant d'être vendue avec le reste du matériel à la fermeture de l'itinéraire.
Une de ces deux machines, la 130 T numéro 3 de 1924 est exposée au Musée des tramways à vapeur et des chemins de fer secondaires français à Butry-sur-Oise. Elle est classée Monument Historique.

### Voitures et wagons

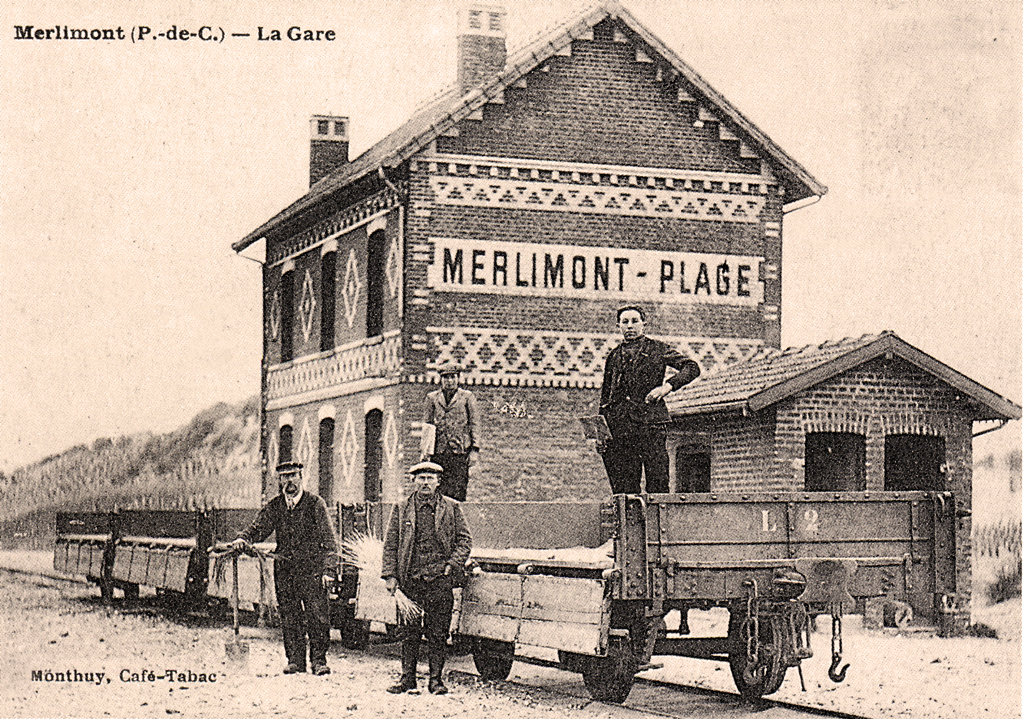
Employés du B.P. devant les quatre wagons-plats de la compagnie.

Le parc remorqué se composait de matériel (à deux essieux) construit par Decauville en 1908 - 1909 :
- quatre voitures mixtes (1re/2e classes) à plate-forme centrale ;
- deux voitures de 3e classe à plate-forme d'extrémité ;
- deux voitures ouvertes de 3e classe, appelées « tapisseries » ;
- deux fourgons à compartiment postal ;
- deux wagons couverts ;
- deux wagons tombereaux ;
- quatre wagons plats à ridelles.

## Pour approfondir